# Dmitri Nikolajewitsch Archipow
Dmitri Nikolajewitsch Archipow (russ. Дмитрий Николаевич Архипов; * 1. April 1981 in Chirchiq, Usbekische SSR der Sowjetunion) ist ein ehemaliger russischer Freestyle-Skier. Er war auf die Disziplin Aerials (Springen) spezialisiert. Seine größten Erfolge sind der Weltmeistertitel und der Gesamtweltcupsieg im Jahr 2003.

## Biografie
Archipow startete ab Dezember 1995 im Europacup. Sein Debüt im Freestyle-Weltcup hatte er am 12. Januar 2002; mit Platz 6 in Mont-Tremblant gewann er die ersten Weltcuppunkte und etablierte sich sogleich in der Weltspitze. Bereits am 27. Januar 2002 folgte in Whistler der erste Weltcupsieg. Bei den Olympischen Winterspielen 2002 belegte er Platz 15.
Die Saison 2002/03 dominierte Archipow fast nach Belieben. Er gewann die Weltcupspringen in Lake Placid, Steamboat Springs und Špindlerův Mlýn, hinzu kamen zwei zweite Plätze. Damit entschied er die Aerials-Weltcupwertung sowie die aus dem Durchschnitt der Ergebnisse berechnete Gesamtwertung für sich. Darüber hinaus gewann er bei der Weltmeisterschaft 2003 in Deer Valley die Goldmedaille, vor dem weißrussischen Titelverteidiger Aljaksej Hryschyn und dem Kanadier Steve Omischl.
In der Weltcupsaison 2003/04 konnte Archipow nicht ganz an die Leistungen des Vorwinters anknüpfen. Letztlich resultierten ein zweiter Platz und mehrere Top-10-Platzierungen. Am 14. Januar 2005 gelang ihm in Lake Placid der fünfte und letzte Weltcupsieg. Im Winter 2005/06 war ein 6. Platz sein bestes Ergebnis. Er qualifizierte sich zwar für die Olympischen Winterspiele 2006, verzichtete dann aber kurz entschlossen auf einen Start und trat vom Spitzensport zurück.

## Erfolge

### Olympische Spiele
- Salt Lake City 2002: 15. Aerials

### Weltmeisterschaften
- Deer Valley 2003: 1. Aerials
- Ruka 2005: 16. Aerials

### Weltcup
- Saison 2001/02: 7. Aerials-Weltcup
- Saison 2002/03: 1. Gesamtweltcup, 1. Aerials-Weltcup
- Saison 2003/04: 6. Aerials-Weltcup
- Saison 2004/05: 4. Aerials-Weltcup
- 8 Podestplätze, davon 5 Siege:

| Datum           | Ort               | Land       |
| --------------- | ----------------- | ---------- |
| 27. Januar 2002 | Whistler          | Kanada     |
| 17. Januar 2003 | Lake Placid       | USA        |
| 7. Februar 2003 | Steamboat Springs | USA        |
| 1. März 2003    | Špindlerův Mlýn   | Tschechien |
| 14. Januar 2005 | Lake Placid       | USA        |

### Weitere Erfolge
- 2 Podestplätze im Europacup, davon 1 Sieg